# 花のパ・リーグ情報
『花のパ・リーグ情報』（はなのパ・リーグじょうほう）は、1985年 - 1988年のプロ野球開催シーズン中の毎週土曜日に、テレビ東京で放送されたパシフィック・リーグの広報番組である。番組最後期は『パ・リーグHOT情報』（パ・リーグホットじょうほう）として放送された。
当時、パシフィック・リーグはサッポロビール（現在は持株会社・サッポロホールディングス傘下の同名子会社）の協賛でリーグ戦を活性化させようと「花のパ・リーグキャンペーン」を開催したが、それに連動する形で毎週土曜日13:15-13:30に放映されたものである。
番組は宮内恒雄、伊東一雄（当時パ・リーグ広報部長）がキャスター、リポーターにさつきりせを迎え、同リーグ参加各チームの主力選手・注目選手へのインタビューをメインに各チームのイベント情報や取材構成などで放送が行われた。また番組スポンサー・サッポロビールの商品やパ・リーグの公式ガイド本『パシフィック・リーグ ブルーブック』のプレゼントも行われた。